# Joan van Foreest
Joan van Foreest (Hoorn, 5 juni 1733 – aldaar, 29 december 1766) was onder meer schepen van Hoorn en bewindhebber van de Verenigde Oostindische Compagnie en de Geoctroyeerde West-Indische Compagnie. Tevens was hij hoofdingeland van de Beemster. 
Hij werd geboren als zoon van Cornelis van Foreest en Maria Eva van Akerlaken. Op 14 mei 1752 trouwde hij te Hoorn met zijn nicht Agatha van Foreest (1733-1801), dochter van Nanning van Foreest en Jacoba de Vries. Zij kregen vier kinderen: 
Maria Eva (1753-1820), Joan (1762-1825), Nanning (1757-1813) en Jacob (1767-1826).